# Love Is Here
Love is Here es el primer álbum de estudio de la banda británica Starsailor lanzado el 8 de octubre de 2001. En 2002 Love is Here fue certificado Platino en UK
La canción "Way To Fall" fue usada en los créditos del videojuego Metal Gear Solid 3: Snake Eater.

## Canciones
1. "Tie Up My Hands" – 5:46
2. "Poor Misguided Fool" – 3:51
3. "Alcoholic" – 2:56
4. "Lullaby" – 4:13
5. "Way to Fall" – 4:30
6. "Fever" – 4:03
7. "She Just Wept" – 4:12
8. "Talk Her Down" – 4:11
9. "Love Is Here" – 4:41
10. "Good Souls" – 4:53
11. "Coming Down" – 14:30

El álbum también incluye un "track oculto" en el minuto 13:35 de "Coming Down" que consiste sencillamente en casi un minuto en que se escucha a la banda tarareando.

## Rendimiento en las listas musicales
| País        | Lista musical | Certificaciones  | Posición más alta |
| ----------- | ------------- | ---------------- | ----------------- |
| Reino Unido | Top 75 Albums | Disco de Platino | 2                 |

## Equipo
- Ben Byrne – baterías
- James 'Stel' Stelfox – bajo
- James Walsh – vocales, guitarra
- Barry Westhead – Piano

- Datos: Q2461876